# إذخر صغير
إذخر صغير (الاسم العلمي:Cymbopogon minor) هو نوع من النباتات يتبع جنس الإذخر من الفصيلة النجيلية.